# 賽圖拉設治局
赛图拉设治局由民国19年（1930年，另有一说是民国17年即1928年）10月析新疆省皮山县的赛图拉县佐之地而置，治所在赛图拉（今和康縣赛图拉镇）。
民国32年（1943年），因战乱影响，将皮山县赛图拉设治局改移于阗县治下的第八区尼雅，析置民丰设治局，民国33年（1944年）4月，升格县治，定名民丰县。同年（1944年），原皮山县赛图拉设治局裁撤，并入皮山县。